# Laurent Ridel
Pour les articles homonymes, voir Ridel.
Laurent Ridel, né le 27 septembre 1961 à Rennes, est un directeur des services pénitentiaires français. Plusieurs fois directeur d'établissements pénitentiaires et directeur interrégional des services pénitentiaires, il est directeur de l'Administration pénitentiaire de 2021 à 2024.

## Biographie

### Formation
Né le 27 septembre 1961 à Rennes (Ille-et-Vilaine), Laurent Ridel est titulaire d'une maîtrise en droit public obtenue en 1983. Après avoir réussi le concours de sous-directeur des services pénitentiaires, il entre à l'École nationale d'administration pénitentiaire en 1985.
En 1992, il suit une session d'enseignements au Centre des hautes études sur l'Afrique et l'Asie modernes puis, en 1995, à l'Institut des hautes études de la sécurité intérieure. En 1999, il obtient un diplôme d'études approfondies et soutient un mémoire sur « L'expression politique de la communauté wallisienne et futunienne en Nouvelle-Calédonie » à l'université française du Pacifique.

### Carrière
À l'issue de sa formation à l'Énap, il devient sous-directeur de la maison centrale de Saint-Maur en 1986, puis prend la tête du centre national d'observation au centre pénitentiaire de Fresnes en 1988.
En 1991, il devient chef de cabinet du directeur de l'Administration pénitentiaire, Jean-Claude Karsenty. En 1993, il est nommé directeur de la maison centrale de Poissy puis, en 1996, du centre pénitentiaire de Nouméa. En 1999, il devient adjoint au directeur régional, chef de la mission des services pénitentiaires d'outre-mer. Il rejoint ensuite l'administration centrale en 2000 comme adjoint au sous-directeur des services déconcentrés, puis devient en 2002 chef du département de l'état-major de sécurité. En 2004, il est nommé directeur régional de Strasbourg.
Sous la présidence de Jacques Chirac, il intègre dès sa nomination en 2005 le cabinet du ministre de la Justice Pascal Clément comme conseiller du garde des Sceaux pour les affaires pénitentiaires. Il quitte ses fonctions en 2007 pour retourner à la direction de l'Administration pénitentiaire comme sous-directeur des personnes placées sous main de justice.
En 2010, il est nommé chef de la mission des services pénitentiaires de l'outre-mer, fonction qu'il occupe jusqu'à être nommé directeur interrégional, adjoint au chef de l'inspection des services pénitentiaires en 2015.
En 2016, il succède à André Sanchez comme directeur interrégional des services pénitentiaires de Paris, son troisième poste de directeur interrégional,. Lors de la prestation de serment des surveillants pénitentiaires affectés à la prison de la Santé lors de sa réouverture après travaux, il déclare regretter que « la société française n'assume pas assez ses prisons » et affirme que le métier de surveillant « est nerveusement l'un des plus difficiles ».

### Directeur de l'Administration pénitentiaire
En février 2021, il est choisi par Éric Dupond-Moretti pour succéder à Stéphane Bredin comme directeur de l'Administration pénitentiaire. Le ministre explique avoir voulu « que cette grande direction, habituellement confiée à un préfet ou à un magistrat, soit pour la première fois dirigée par un membre de l'administration pénitentiaire ». L'annonce de sa nomination a été saluée par les organisations syndicales représentant les directeurs des services pénitentiaires. Nommé en conseil des ministres, il prend ses fonctions le 8 mars 2021.
Dès sa prise de poste, il annonce l'élaboration d'un plan de lutte contre les violences en prison prenant appui sur une analyse du phénomène et un retour d'expériences des dispositifs existants. Il participe en ce sens aux 6es journées internationales de la recherche en milieu pénitentiaire organisées par l'Énap les 23 et 24 novembre 2022 sur le thème de la violence en prison. Le 3 mars 2023, le ministère de la Justice publie finalement un plan national de lutte contre les violences déclinant « 100 mesures concrètes permettant d’agir sur les pratiques quotidiennes afin de combattre toutes les formes de violences (verbales, physiques, matérielles, institutionnelles) », en prison mais également dans les SPIP.
Auditionné par la commission affaires sociales et santé du Conseil économique, social et environnemental en février 2023, il déclare que « les politiques pénitentiaires doivent cesser d'être évaluées par les faits divers » et qu'il s'agit au contraire de construire un dispositif d'évaluation au long terme pour « cesser de réagir par à-coups uniquement en fonction de [ces derniers] ».
Le 8 avril 2024, il est remplacé par Sébastien Cauwel, administrateur de l'État, directeur de l'Énap depuis 2022. Il est nommé inspecteur général de la justice.
En décembre 2024, il se voit confier la « mission stratégique d’accélération du programme immobilier Plan 15000 » par le garde des Sceaux.

## Décorations
- Officier de la Légion d'honneur (2019, chevalier en 2009)[22],[23]
- Chevalier de l'ordre national du Mérite (2002)[24]
- Médaille d'honneur de l'administration pénitentiaire, or (2012)

## Publications
- L'expression politique de la communauté wallisienne et futunienne en Nouvelle-Calédonie (mémoire de DEA), Papeete, Université française du Pacifique, 1999, 116 p.[4]